# 이봉 (의병장)
이봉(李逢, 1526~1595)은 조선 중기의 관리이자 의병장으로 본관은 한양, 자는 자운이다. 정철(鄭澈)·이항복(李恒福)·류성룡(柳成龍) 등 당대 문장가들과 함께 학문에 힘쓰며 이름을 떨쳤다. 1592년 임진왜란 발발 후 조헌, 정경세 등과 의병을 규합해 웅치 전투에서 공을 세웠고 창의장이 되어 험준한 요지에 진을 치고 적군의 후방을 교란하여 전공을 세웠다. 한양이 수복된 뒤 고향으로 내려갔다가 선조의 명으로 상경하여 1595년 사헌부감찰에 발탁되고 1596년에는 옥천 군수와 괴산 군수로 나가 부농들의 창고를 열어 굶주리는 백성을 구제하였다.
1597년 정유재란 때에도 관군과 의병을 각 요충지에 배치하여 왜군의 진격을 막은 공으로 당상관에 올랐으나 사퇴하고 고향으로 돌아가 여생을 보냈다.

## 기타
양녕대군의 고손자로서 왕족으로 알려져 있으나, 본관이 전주가 아닌 한양이므로 분가한 것으로 본다. 조선 중기 여류 시인으로 《옥봉집》을 남긴 이옥봉(李玉峰)이 그의 서녀이다.

## 참고 문헌
- 《선조실록》